# توم جونسون
توم جونسون (بالإنجليزية: Tom Johnson)‏ (و. 1945 – م) هو سياسي من الولايات المتحدة الأمريكية .
تولى منصب سيناتور ولاية إلينوي (2010-01–2012-01) .

## التعليم
تعلم في جامعة ميشيغان.